# Oxacis rugicollis
Oxacis rugicollis là một loài bọ cánh cứng trong họ Oedemeridae. Loài này được Champion mô tả khoa học năm 1890.